# Hyptiotes analis
Hyptiotes analis là một loài nhện trong họ Uloboridae.
Loài này thuộc chi Hyptiotes. Hyptiotes analis được Eugène Simon miêu tả năm 1892.